# Retroconis fusiformis
Retroconis fusiformis är en svampart som först beskrevs av S.M. Reddy & Bilgrami, och fick sitt nu gällande namn av de Hoog & Bat. Vegte 1989. Retroconis fusiformis ingår i släktet Retroconis, divisionen sporsäcksvampar och riket svampar.   Inga underarter finns listade i Catalogue of Life.